# Melissodes glenwoodensis
Melissodes glenwoodensis là một loài Hymenoptera trong họ Apidae. Loài này được Cockerell mô tả khoa học năm 1905.